# 方學世
方學世（韓語：방학세，1914年—1992年7月18日），北韓政治人物，也是蘇聯派人和首任國家領導人金日成的親信，官至中央裁判所所長及最高人民會議法案審議委員。1992年因病去世。

## 生平
方學世出生於蘇聯，在曾為該國的情報人員。二次大戰結束後，金日成建立朝鮮民主主義人民共和國，方學世也在隨後來到北韓。1947年5月，他被委任為信息處長。翌年3月又成為朝鮮勞動黨中央委員會委員，同年8月，他首度當選為最高人民議會代議員。9月，他被任命為內務省政治保衛局局長。1956年，方學世連任中央委員會委員一職。11月起，他又被推舉為聯絡局的情報部長。此後，他先後在1957年和1967年當選為最高人民議會代議員。1970年和1980年，他連任中央委員會委員。
1972年，方學世被選為中央裁判所所長及最高人民會議法案審議委員。同時，他還擔任著最高人民議會代議員一職。1982年成功連任所長，又獲北韓最高榮譽勳章金日成勳章。同年，又第五度最高人民議會代議員。1984年，他再獲得劳动英雄稱號和「一級國旗勳章」，並再次成為中央裁判所所長及最高人民會議法案審議委員。1986年，他第六度成為最高人民議會代議員。
1992年7月18日，方學世因病去世。死後，朝鮮勞動黨和最高人民會議為其發訃告，並成立由朴成哲為首的治喪委員會。